# رازبورای دم‌قیچی
رازبورای دم قیچی (نام علمی: Rasbora trilineata) گونه‌ای متعلق به خانوادهٔ کپورماهیان (Cyprinidae)، یک ماهی با زندگی گروهی است که از آبراه‌های گرمسیری و دشت‌های سیلابی ویتنام منشأ می‌گیرد و تا ۱۵ سانتی‌متر قادر به رشد هستند. این ماهی یک گونه کشیده براق و سریع است که از سرعتشان همراه با دسته‌های بزرگی که شکل می‌دهند، برای فرار از شکارچیان بزرگ‌تر استفاده می‌کنند. سرعت رازبورای دم قیچی (Rasbora trilineata) به هنگام تغذیه نیز سودمند است. آن‌ها می‌توانند حشرات کوچک داخل آب و روی سطح آب را شکار کنند. نگهداری این ماهی به تعداد ۸ الی ۱۵ عدد بسته به اندازه آکواریوم توصیه می‌شود، چرا که زیبایی این گونه در شنای گله‌ای و دسته جمعی آن در لا به لای گیاهان است که زیبایی خاصی به آکواریوم می‌دهد. رازبورای دم قیچی دارای یک درخشندگی نقره‌فام و رنگین‌کمانی بسیار زیباست. هنگام تابیدن نور بر روی بدن ماهی نور منعکس‌شده و بدن ماهی می‌درخشد.
دمای مناسب برای رازبورای دم قیچی ۲۲ تا ۲۵ درجه سانتی‌گراد و اسیدی ۶ تا ۷ برای آن‌ها مناسب است.